# Asdingos

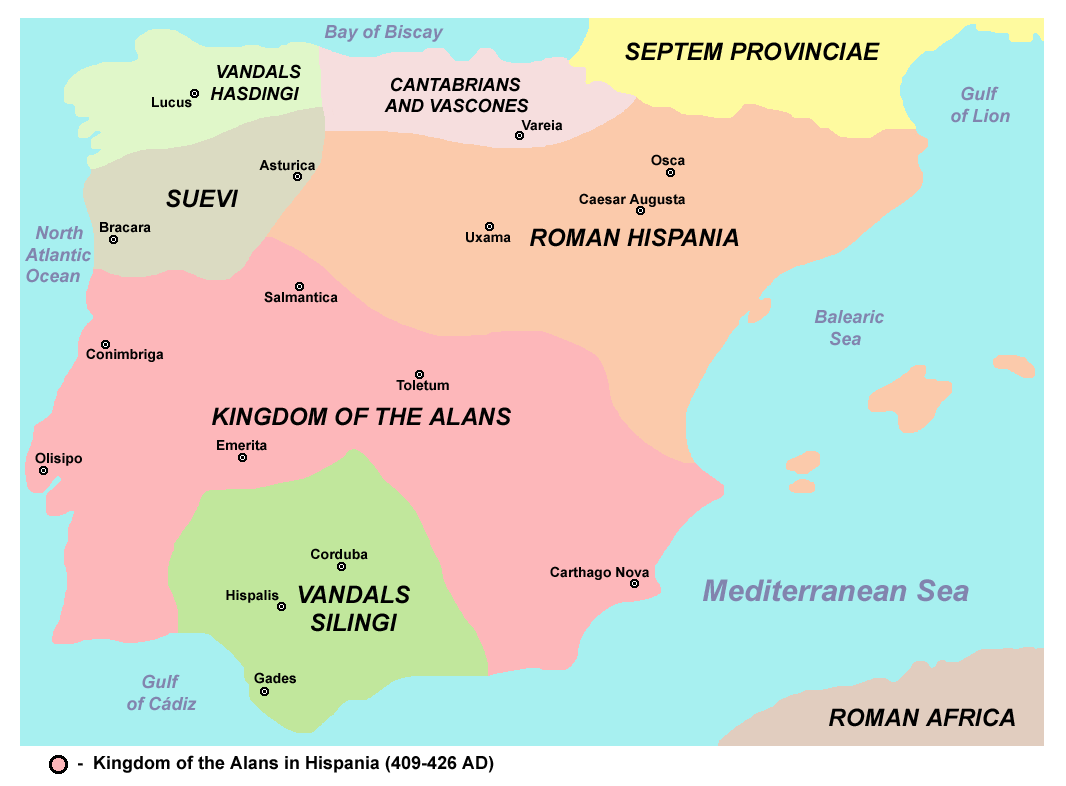
Distribuição dos Alanos, Suevos, Asdingos (noroeste) e Silingos (sul) na Península Ibérica. O nordeste permanece romano a princípio.

Os asdingos foram um povo germânico, mais precisamente uma ramificação sul dos vândalos que se terá estabelecido, por volta do século II d.C., na área das actuais Roménia, Hungria, Polónia e Eslováquia. No final do século III uniram-se aos silingos, outra ramificação dos vândalos. Vão também participar na grande migração germânica chegando à Península Ibérica no ano de 409, onde recebem terras como federados na Galécia, actual Galiza e norte de Portugal.
Gunderico, rei dos asdingos, após ter sido derrotados pelos suevos e pelos romanos, foge com o seu exercito para a Bética, onde se tornou rei dos Vândalos silingos e dos Alanos, enquanto o seu reino na Galécia foi incorporado ao reino suevo de Hermerico. Idácio de Chaves, na sua crónica, não diz qual foi o destino dado à população do reino asdingo, se conseguiu fugir para a Bética ou foi, como era costume na época, escravizada e incorporada no reino suevo, mas comenta que em 445, os Vândalos chegaram subitamente à cidade de Turónio, nas costas da Galécia, e apoderaram-se de diversas famílias. Mais tarde, o reino unido dos Vândalos e Alanos liderado por Gaiserico passou ao norte de África.